# Suzanne Manet
Suzane Leenhoff (Suzanne Manet) (Delft, Països Baixos, 30 d'octubre de 1829 – París, França, 8 de març de 1906) fou una pianista d'origen holandès. Va fer de model per al pintor Edouard Manet, de qui va ser amant i posteriorment esposa.

## Biografia
Els seus pares van ser Carolus A. Leenhoff i Martina Adriana Johanna Ilcken. Els seus germans van ser Carolus A. Leenhoff, Mathilde Leenhoff, Ferdinand Rudolf Leenhoff i Martine Leenhoff.
Suzane Leenhoff va ser una excel·lent pianista, contractada inicialment en 1851 per Auguste Manet, pare d'Edouard, com a professora de piano d'Edouard i dels seus germans. Suzanne i Édouard es van enamorar i es van involucrar sentimentalment durant els següents deu anys. Podria ser també que Suzane fos amant d'Auguste, el pare d'Edouard. En 1852, Leenhoff va donar a llum un fill, fora del matrimoni, a quin va posar el nom de León Koelin-Leenhoff. Suzanne i Édouard finalment es van casar a l'octubre de 1863, un any després de la mort del pare d'Edouard.
La silueta tranquil·la i relaxant de Suzanne apareix repetidament en l'obra de Manet. Hi ha diversos retrats d'ella pintats per Manet, incloent La lectura, on Suzanne escolta atentament les paraules del seu fill Léon, la pintura impressionista La Senyora d'Edouard Manet o Madame Manet al piano, en el qual Manet posa de manifest el gran talent que tenia la seva esposa per a tocar aquest instrument. També va servir com a model per al quadre amb nu femení La nimfa sorpresa.
Els seus compositors favorits van ser Robert Schumann, Ludwig van Beethoven i Richard Wagner.
Després de la mort d'Edouard Manet en 1883, Suzanne primer va viure a la casa del seu cosí Jules de Jouy en Gennevilliers i a continuació en Asnières. Finalment, es va traslladar amb el seu fill a París, a la rue Saint-Dominique 94a. Va morir en 1906. Al igual que el seu marit, va ser enterrada en el Cementiri de Passy.

## Retrat de Degas

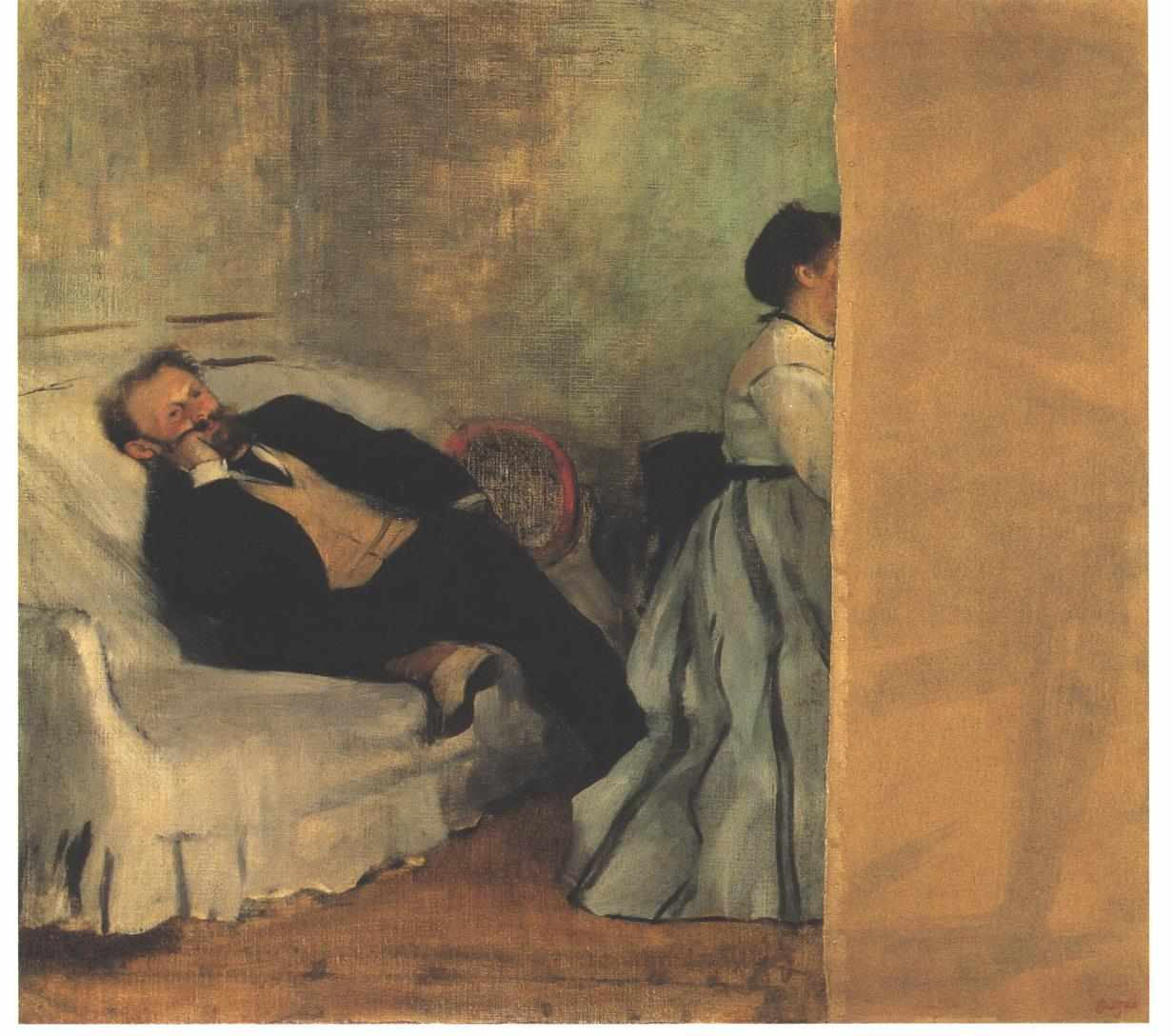
Edgar Degas, Madame Manet i Édouard Manet, 1868-1869, Museu Municipal d'Art Kitakyushu

Édouard Manet i Edgar Degas es van trobar per casualitat en el Louvre en 1862 i després d'una intensa conversa, i la demostració per part de Manet de l'art del gravat, van establir una amistat de per vida. En algun moment de 1868, Degas va pintar un retrat de Manet i de la seva esposa. En aquesta obra Manet es troba reclinat en un divan i al costat Suzanne sembla estar asseguda tocant el piano. El misteri que envolta el retrat de Degas està en el retall que es va fer a la pintura de dalt a baix a la part dreta, ocultant parcialment la imatge de Suzanne. Se suposa que Manet -per alguna raó desconeguda- va tallar la pintura, potser perquè no li agradava la forma en què Suzanne havia estat pintada, o perquè estava barallat llavors amb Degas, o podria haver estat enutjat amb la seva esposa. La raó real per a aquesta acció encara es desconeix. Quan Degas va veure el que Manet havia fet a la seva pintura li va exigir la seva devolució. La intenció de Degas era tornar a repintar la imatge de Susana al piano. Però Degas mai va arribar a corregir la pintura, que va romandre en el seu estat mutilat. Actualment es troba al Museu Municipal d'Art de Kitakyushu, Japó.

## Suzanne en l'obra de Manet

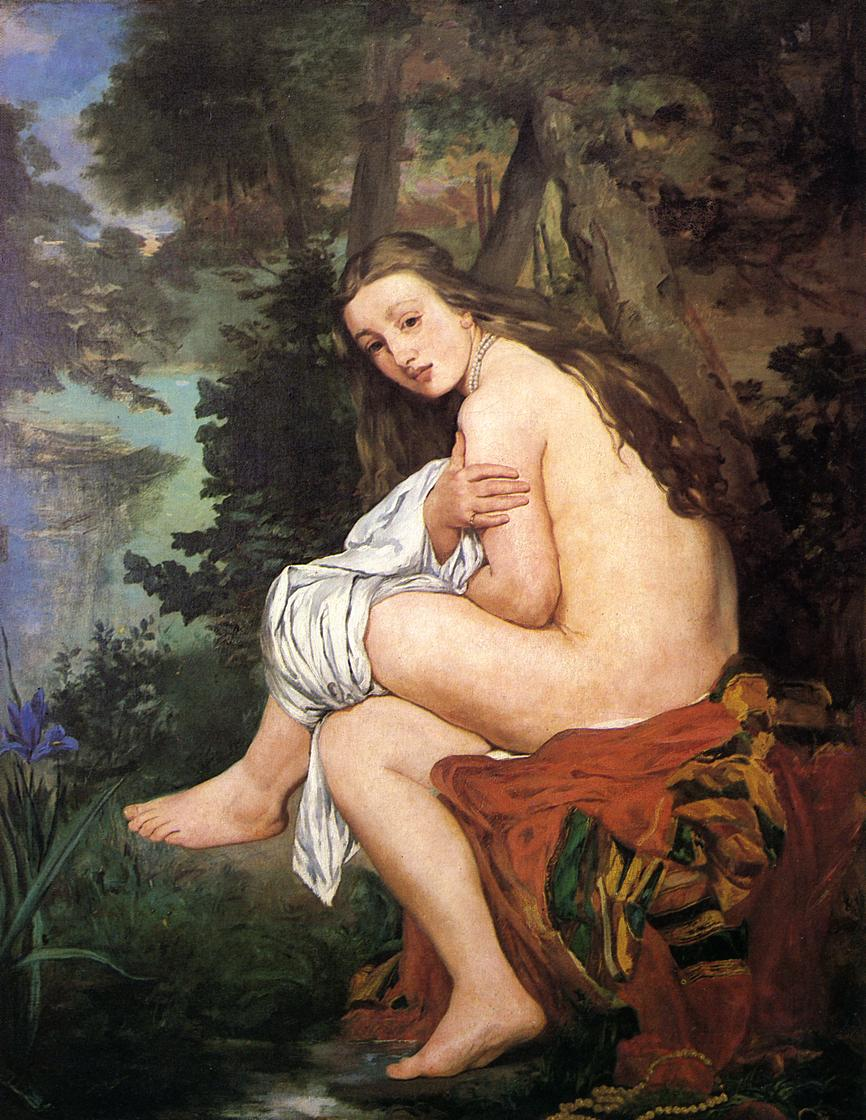
Édouard Manet, La nimfa sorpresa (1859-1861).
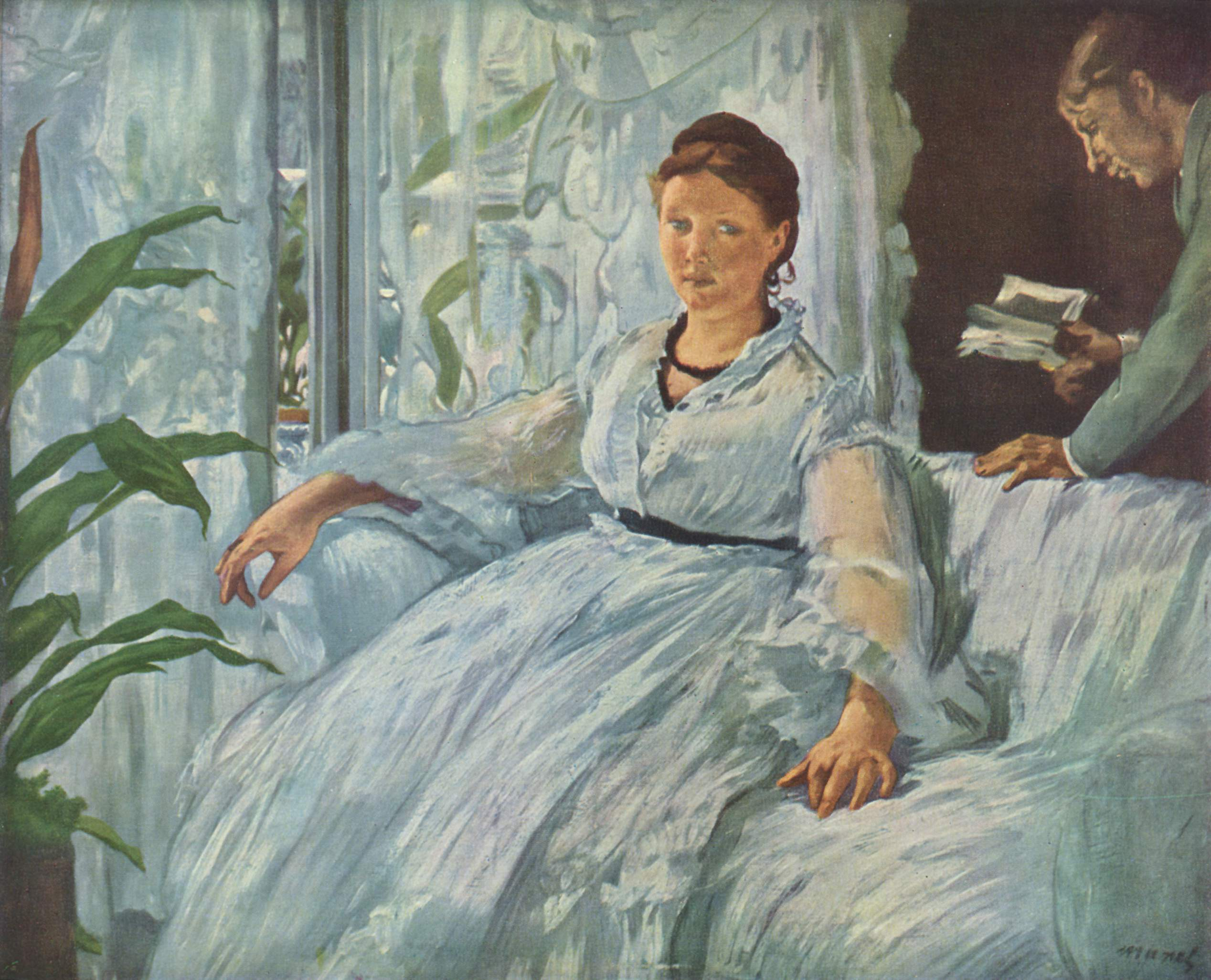
Édouard Manet, La Lectura (1868).
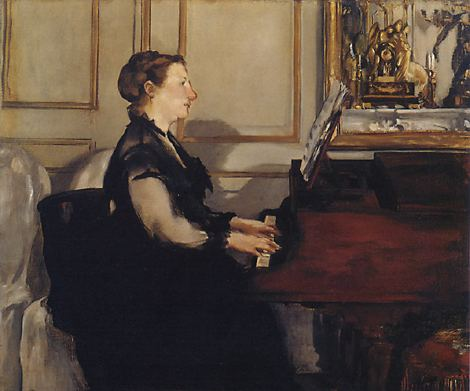
Édouard Manet, Madame Manet al piano (1867-1868). Musée d'Orsay
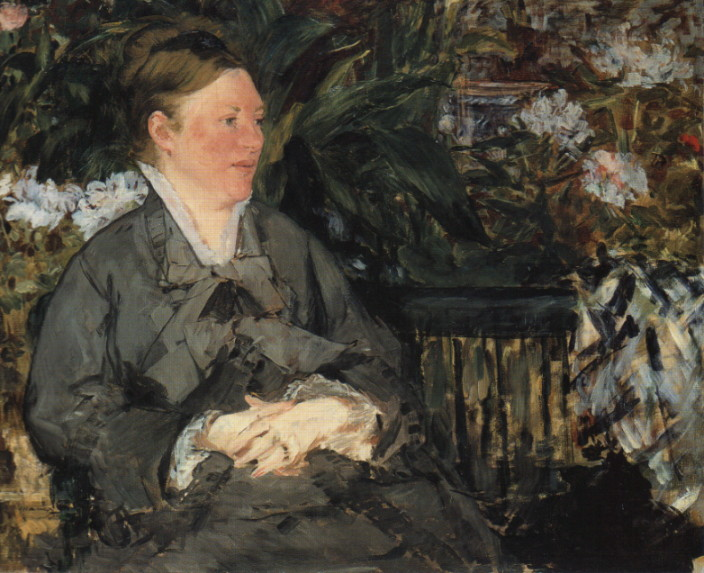
Édouard Manet, Madame Manet a l'hivernacle (1879)
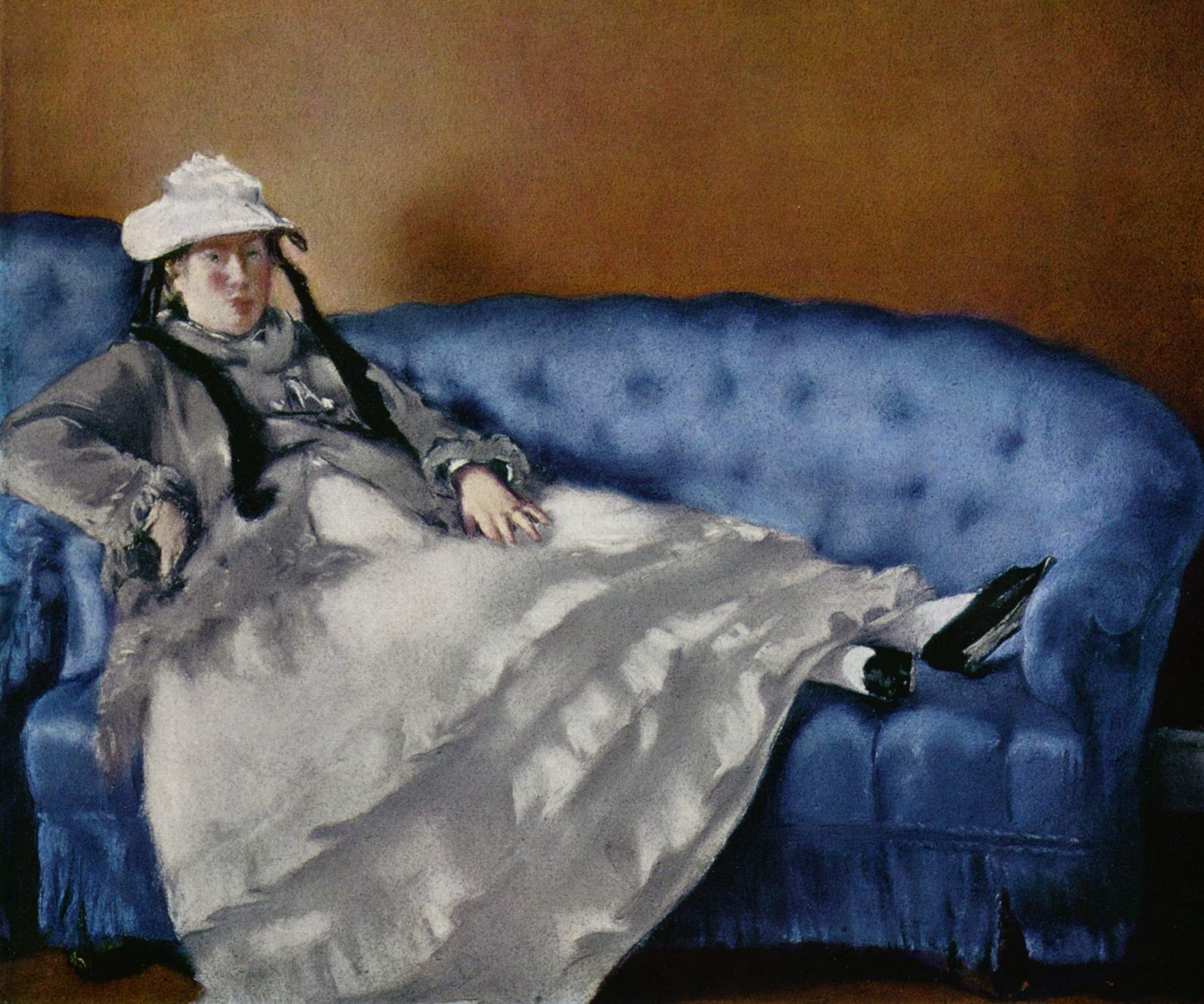
Édouard Manet, Madame Manet al sofà blau (c. 1880).
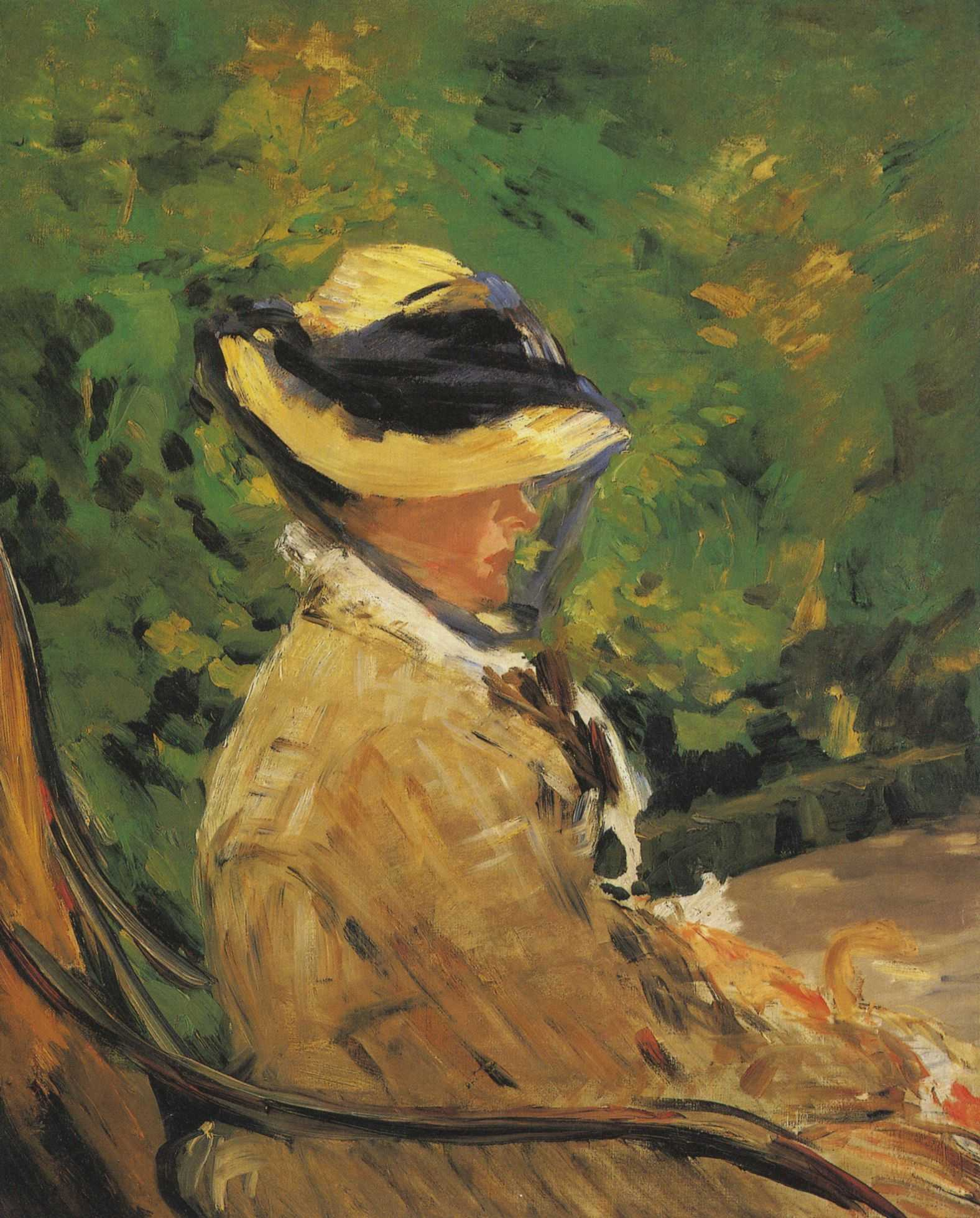
Édouard Manet, Madame Manet al jardí de Bellevue (1880). Metropolitan Museum of Art
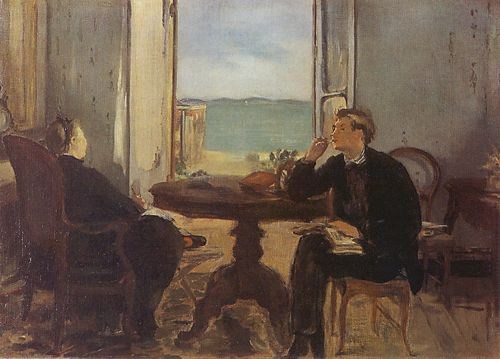
Édouard Manet, Madame Manet i Léon Leenhoff (1871). Clark Art Institute, Williamstown, Massachusetts